# Delia exigua
Delia exigua är en tvåvingeart som först beskrevs av Meade 1883.  Delia exigua ingår i släktet Delia och familjen blomsterflugor. Inga underarter finns listade i Catalogue of Life.